# Бачинський Михайло Опанасович
Михайло Опанасович Бачинський (30 вересня 1887, Олександрія, Херсонська губернія — 29 грудня 1937, Одеса) — український історик. Жертва сталінського терору.

## Життєпис
Народився 30 вересня 1887 року в Олександрії Херсонської губернії у родині народного вчителя.
1906 року закінчив гімназію в Єлисаветграді і вступив на історичний відділ історико-філологічного факультету Київського університету Святого Володимира.
Через рік, як політично неблагонадійного, його було виключено з університету. Ще в останніх класах гімназії, разом з старшим братом Костянтином, почав політичну діяльність, яку продовжив і в університеті. Підставою для виключення стало те, що у серпні 1907 року в його помешканні в Олександрії було проведено обшук і вилучено значну кількість книг та брошур українською мовою і 27 примірників Проекту Статуту Всеукраїнської спілки вчителів. В одному з параграфів Статуту йшлося про те, що члени Спілки повинні домагатися перебудови держави на автономно федеративних засадах з «виділенням України в її етнографічних межах». Скоріше всього, вже студентом, Михайло вступив до партії українських есерів.
1909 року знову вступив до університету, який закінчив 1912 з дипломом першого ступеня. Дипломну роботу захистив на тему «Колонізація Новоросійського краю в XVIII ст.».
У 1912—1914 роках працював вчителем у Стародубській чоловічій гімназії по курсах вступу до філософії та історії. У цей же час завідував місцевим історико-археологічним музеєм.
Восени 1914 року перевівся до Павлоградської чоловічої гімназії, де протягом трьох років крім вище згаданих предметів також викладав латинь.
1917 року перебрався до Олександрії, де протягом восьми років викладав предмети з історії та української мови в різних освітніх закладах: вчительські курси (1917), гімназія і вчительська семінарія (1917—1920), соціально-економічна школа (1920—1922), педагогічний технікум (1922—1925). 1921—1924 на вчительських курсах читав методичні курси викладання в трудшколах історії культури та рідної мови.
Є відомості про те, що Михайло Бачинський, працюючи в Олександрії, підтримував зв'язок з Сергієм Єфремовим, який в 1929 році був заарештований у справі «Спілки Визволення України».
З вересня 1925 в Одесі, де педагогічну діяльність продовжував у різних навчальних закладах: перша торгово-промислова профшкола (1925—1930), вечірній робітничий університет (1926—1933), курси українізації (1928—1930), театральна школа (1934—1937), робітничий факультет кредитно-економічного інституту (1935—1937), ОДУ (1936—1937), медичний інститут (1937). Через політичні та економічні обставини цього часу був змушений погодитися на викладання переважно української та латинської мови.
В Одесі розпочав активну наукову роботу, яка відбувалась під керівництвом Михайла Слабченка який запрошує його до семінару підвищеного типу при ОІНО як слухача (1926), стає викладачем семінару з латинської мови. У квітні 1927 став аспірантом Одеської секції Харківської науково-дослідної кафедри історії української культури при тому ж інституті. В обліковій картці аспіранта М. Слабченка згодом записав: «вийде з нього блискучий вишівський викладач і цікавий науковий дослідник». У семінарі виступав з багатьма доповідями, наприклад «Лютневий 1917 року переворот в Одесі», а деякі доповіді були надруковані в місцевих збірках.
Основною його науковою роботою в семінарі була промоційна праця «Торгівля Запоріжжя з Кримом», але в цей час він також опрацьовував тему «Позашкільна освіта на Півдні України». З відкриттям 1926 ОНТ, яке діяло як одеська філія ВУАН, став його активним членом. Наприкінці 1920-х років М. Слабченко залучив його до підготовки до друку Запорізького Архіву. На рубежі десятиріч видання архіву Коша на деякий час загальмувалось, а вже 1932 він з іншими науковцями на чолі з Наталією Полонською-Василенко знову повернувся до видання архіву Коша.

### Арешт і загибель
16 лютого 1931 року заарештований співробітниками НКВС за звинуваченнями по справі «Українського національного центру». І хоч через деякий час був звільнений, але звинувачення в «націоналізмі» в подальшому стало для нього фатальним.
26 грудня 1937 року вдруге заарештований. Цього разу слідчими було підготовлено більше «компрометуючих» фактів: знайомство з Володимиром Винниченком, Михайлом Слабченком; членство в партії українських есерів та інше. Вирок — «вища міра покарання» був виконаний 29 грудня 1937 року. 1958 року за постановою Президії Одеського обласного суду було винесено рішення про повну безпідставність обвинувачень.

## Родина
Батько — народний учитель в Олександрії Опанас Васильович Бачинський (помер 1934 р.), що майже 50 років віддав навчанню олександрійських дітей, завідувач першого міського приходського училища.
Мати — Улита Павлівна (померла 1917 р.).
Брат — Костянтин, також закінчив Київський університет, вчителював (помер 1919 р. в Одесі). Сестра Олена, дружина олександрійського нотаріуса Аполлона Цівчинського (помер 1919 р.), мати Алли Цівчинської.
Дружина Домініка. Донька Зоя (нар. 18 грудня 1912 року)..

## Вшанування пам'яті
19 лютого 2016 року на честь Михайла Бачинського в його рідному місті Олександрія було названо вулицю.

## Праці
- Історія революційного руху на Олександрійщині в 1917—1922 рр. — Олександрія, 1922; Голод на початку 90-х років на Херсонщині і діяльність М. В. Левитського // Записки Одеського наукового при Української Академії наук товариства. Секція соціально-історична. — 1927. — Ч. 1;
- Головні економічні течії 30-х — 40-х років ХІХ ст. на Степовій Україні // Записки Одеського наукового при Української Академії наук товариства. Секція соціально-історична. — 1928. — Ч. 3.